# Pieter Elbers
Petrus Johannes Theodorus (Pieter) Elbers (Schiedam, 11 mei 1970) was vanaf 15 oktober 2014 tot en met 30 juni 2022 president-directeur bij de Koninklijke Luchtvaart Maatschappij.

## Opleiding
Elbers studeerde logistiek management aan de Vervoersacademie in Venlo en volgde daarna de master bedrijfskunde aan de Open Universiteit in Amsterdam.
Hij volgde een executive cursus aan het International Institute for Management Development (IMD) in Lausanne en aan Columbia University in New York en Tsinghua-universiteit in Beijing.

## Loopbaan
Elbers begon zijn carrière bij Koninklijke Luchtvaart Maatschappij (KLM) in 1992 als 'supervisor vliegtuigbelading'. Hierna vervulde hij een aantal managementfuncties in Nederland en in het buitenland (Italië, Griekenland en Japan), waar hij 6 jaar werkzaam was. In 2011 trad Elbers toe tot de statutaire directie van KLM als chief operating officer.
In 2014 volgde de benoeming tot president-directeur, waarbij hij zich onder meer inzette voor de autonomie van KLM in het moederbedrijf Air France-KLM. Dat bracht hem min of meer in aanvaring met de CEO van het moederbedrijf Ben Smith, waardoor zijn tweede termijn in 2019 onzeker werd. Onder druk van het KLM-personeel en toenmalig minister van Financiën Wopke Hoekstra werd Elbers alsnog herbenoemd.
In februari 2022 werd bekendgemaakt dat Elbers geen derde termijn ambieerde na afloop van zijn contract in mei 2023. Hij vertrok voor die tijd en ging als CEO naar de Indiase vliegtuigmaatschappij IndiGo per oktober 2022. Elbers ontving bij zijn afscheid de benoeming tot Commandeur in de Orde van Oranje-Nassau.

## Nevenfuncties
Elbers is lid van de raad van commissarissen van Marfo, bestuurslid van VNO-NCW en lid van de Internationale Adviesraad van het International Institute of Air and Space Law (IIASL), een onderdeel van de Universiteit Leiden, en voormalig lid van de Raad van Bestuur van het International Air Transport Association (Iata).
Medio 2024 zal Elbers voor een jaar voorzitter worden van het bestuur van Iata.

## Varia
Elbers hield in 2019 in de Rode Hoed in Amsterdam de tweede EW Economie-lezing over wat volgens hem de vijf functies waren van vliegen: pionieren, bevorderen van vriendschap en vrede, vliegwiel voor de welvaart, bevorderen van welzijn en innoveren.

## Privé
Elbers is getrouwd en heeft drie kinderen.